# Pier Giorgio Frassati
Vous lisez un « bon article » labellisé en 2010.
Pour les articles homonymes, voir Saint Pierre et Frassati.
Pier Giorgio Frassati (6 avril 1901 - 4 juillet 1925) est un étudiant, alpiniste et membre du Tiers-Ordre dominicain, béatifié par le pape Jean-Paul II le 20 mai 1990 à Rome.
Pier Giorgio est né à Turin dans une famille bourgeoise : son père, Alfredo Frassati, agnostique, est le fondateur du journal « La Stampa » ; sa mère, née Adélaïde Ametis, est une peintre reconnue. Il poursuit ses études malgré des difficultés scolaires. Très vite, il se met au service de la foi et de la charité, secourant les pauvres des taudis de Turin, sans même que sa famille s'en aperçoive. Avec ses amis, il se consacre à un apostolat de son cru, au sein d'une compagnie créée par lui, la « compagnie des types louches », qui mêle amitié spirituelle et plaisanteries lors d'excursions dans les Alpes.
L'arrivée du fascisme met fin à ses espoirs d'émergence d'une démocratie chrétienne qu'il soutient par ses engagements associatifs et politiques. Il cherche alors à promouvoir la primauté de la paix en Europe, notamment à travers l'association « Pax Romana ». Lors de l'une de ses visites aux pauvres, il contracte la poliomyélite et meurt une semaine après le déclenchement de la maladie, le 4 juillet 1925, à 24 ans.
Lors de son enterrement, de nombreuses personnes pauvres ayant bénéficié de son aide sont présentes. Ses proches se rendent alors compte de son activité secrète et, très vite, sa personne est particulièrement admirée. De nombreux groupes de jeunes catholiques s'inspirent de son exemple dans les années qui suivent. En 1981, son corps est exhumé et on le découvre intact. Il est alors transféré à la cathédrale Saint-Jean-Baptiste de Turin.
Il est déclaré vénérable en 1987, puis bienheureux en 1990, par le Pape Jean-Paul II. Décrit comme l'« homme des huit béatitudes » lors de sa béatification, il est déclaré saint patron des montagnards du fait de sa passion pour la montagne. Les papes Jean-Paul II et Benoît XVI le présentent comme un modèle de sainteté lors des différentes Journées mondiales de la jeunesse, ce qui a pour effet d'accroître encore sa notoriété.

## Biographie

### Enfance
Pier Giorgio Frassati est né à Turin le 6 avril 1901 dans une famille de la haute bourgeoisie italienne. Son père, Alfredo Frassati est agnostique, même s'il n'est pas hostile à l'Église ; sa mère, Adélaïde Ametis (épouse Frassati) est un peintre renommé ; catholique pratiquante, sa foi se limite à l'observation scrupuleuse des prescriptions de l'Église. Pier Giorgio est éduqué de manière assez sévère, son père nourrissant l'espoir que son fils reprenne l'entreprise familiale.
Dès son plus jeune âge, Pier Giorgio se montre très bienveillant envers les pauvres. Selon une anecdote, un jour, un pauvre sonne à la porte des Frassati, mais le maître de maison le congédie au motif que son haleine est celle d'un ivrogne. Pier Giorgio se met alors à pleurer auprès de sa mère, soutenant qu'il s'agit là d'un refus de l'aide qui est due aux pauvres,. En 1909, le jeune garçon perd son grand-père maternel, Pier Giorgio Ametis.
Au cours de ses études, Pier Giorgio éprouve des difficultés scolaires. Il suit des cours particuliers dispensés par un salésien, qui n'hésite pas à faire des digressions sur l'Évangile. Luciana, sa cadette d'un an, suit les mêmes cours que lui.
Le 19 juin 1911, Pier Giorgio et Luciana font leur première communion. Sa mère l'initie aux excursions en montagne. À onze ans, il gravit le mont Castor à plus de 4 222 mètres en compagnie de sa mère. Son père, directeur de La Stampa, accède au Sénat en 1913 ; Pier Giorgio est alors malicieusement considéré par ses amis comme « le fils du sénateur ».
Pier Giorgio poursuit ses études dans une école tenue par les jésuites, à l'« Istituto sociale » des Jésuites à Turin en 1913-1914, puis au lycée Massimo d'Azeglio jusqu'en 1917 à l'instigation de son père spirituel, Don Lombardi,. À l'instar de ce dernier,, il communie régulièrement, ce qui est relativement rare à l'époque. Il apprend le piano et poursuit ses études.
Lors du déclenchement de la Première Guerre mondiale, Pier Giorgio défend, comme son père et le journal « La Stampa », une position neutraliste, refusant l'entrée de l'Italie dans un conflit armé. Dès que la guerre éclate, Pier Giorgio suit des cours d'agriculture et obtient un diplôme dans cette discipline. Très vite, il offre le fruit de son travail aux nécessiteux qu'il rencontre. Il se passionne pour les écrits de Dante Alighieri.

### École Royale Polytechnique
À la fin de la Première Guerre mondiale, Alfredo Frassati est nommé ambassadeur d'Italie à Berlin entre 1918 et 1922. Pier Giorgio demeure dans la capitale piémontaise (Turin) et part en vacances régulièrement en montagne à Pollone. C'est à cette époque qu'il veut devenir prêtre, ce que refuse sa mère qui a d'autres ambitions, affirmant même « Mieux vaudrait qu'il décroche une licence et qu'il meure ensuite ». Pier Giorgio vit alors sa foi dans l'indifférence générale de sa famille. Son père s'irrite par ailleurs que son fils refuse de le suivre dans sa carrière de propriétaire et de directeur du quotidien la Stampa,.
Pier Giorgio Frassati entre en 1918 à l'École polytechnique de Turin afin de devenir ingénieur des Mines. Il choisit d'intégrer l'école afin de pouvoir côtoyer des ouvriers. Son père, qui ne connaît pas les motivations profondes de son fils, regrette qu'il ne prenne pas la voie nécessaire à la reprise de l'entreprise familiale La Stampa. Pier Giorgio s'engage au sein de la Fédération des universitaires catholiques italiens (FUCI) et son cercle de Turin, le Cercle Cesare Balbo. Au sein de la FUCI, il prend connaissance de la doctrine sociale de l'Église, qu'il défend, avec une réforme agraire plus juste, l'Italie étant composée en grande partie de riches propriétaires terriens, beaucoup de paysans ne possédant pas leurs terres.
En 1918, il s'inscrit aux Conférences Saint-Vincent-de-Paul, fondées par Frédéric Ozanam. Cette association qui regroupe des bénévoles cherche à développer l'aide aux plus pauvres, en organisant soit des visites, soit la collecte de dons. L'année suivante il prend contact avec l'ordre de Saint Dominique. Pier Giorgio participe quotidiennement à la messe, et respecte les prescriptions, comme le jeûne avant la communion, et il participe à des adorations eucharistiques. Il lit souvent les écrits de saint Paul, qu'il admire beaucoup, principalement pour ses écrits sur la charité. Il aime lire des vies de saints, qu'il considère comme des « lectures agréables ».
En période de troubles en Italie, Pier Giorgio se livre de plus à une forme d'activisme politique, et cela malgré les dangers liés au contexte politique. Il adopte la pensée démocrate chrétienne et milite pour le nouveau parti démocrate chrétien, le PPI, collant des affiches lors de la campagne pour les élections de 1919, et écrivant dans le journal du parti « Momento ». Il affiche publiquement son appartenance au groupe politique des Jeunesses catholiques.

### Engagement politique

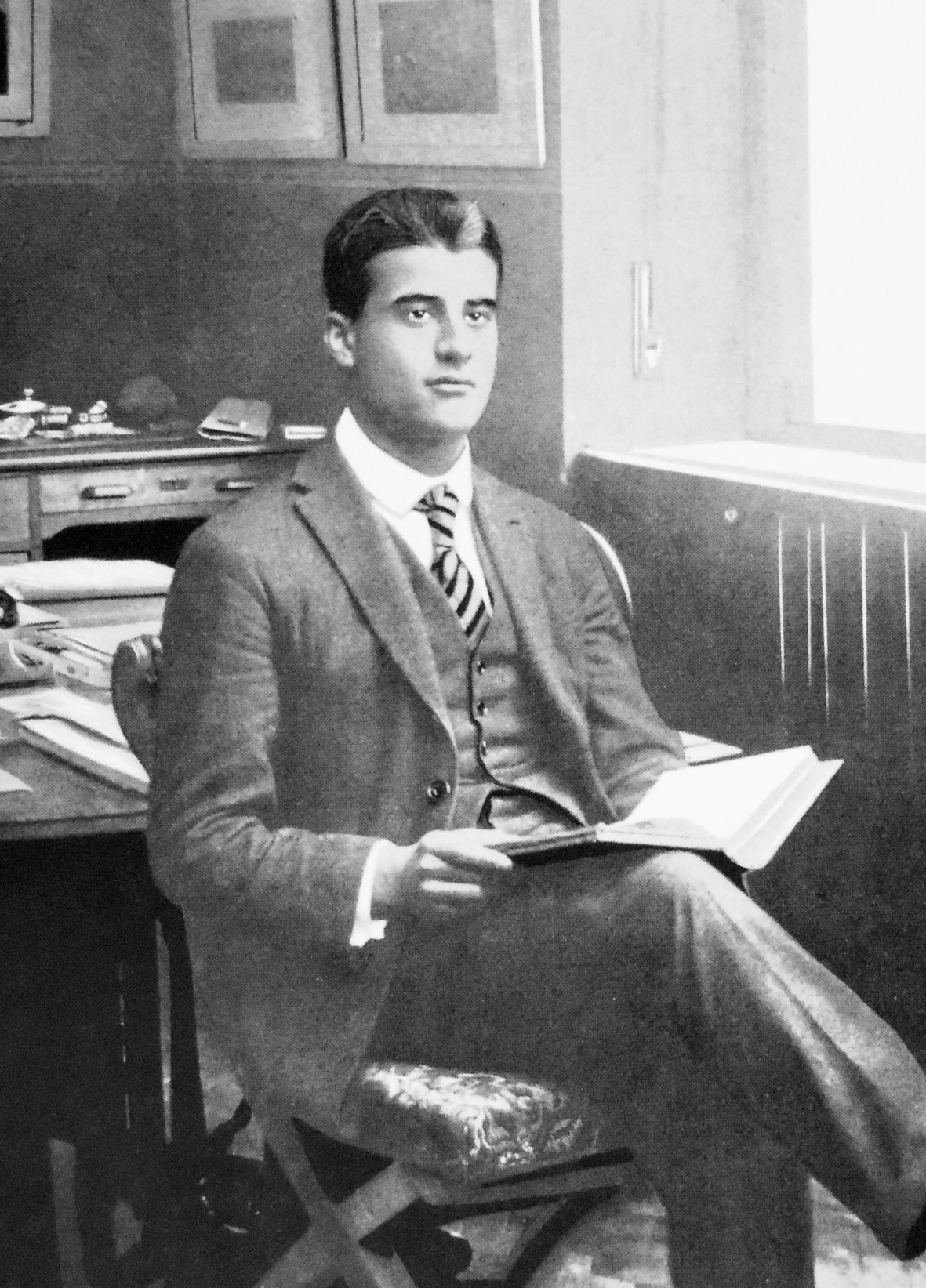
Pier Giorgio Frassati dans le bureau de son père.

En septembre 1921, Pier Giorgio, qui vient d'avoir vingt ans, participe au premier congrès de la Jeunesse catholique italienne, à Rome. Le congrès a l'autorisation de célébrer la messe dans le Colisée le 4 septembre. Lors de l'arrivée des fidèles au matin, l'autorisation est reportée et les congressistes sont accueillis par la police. Alors qu'ils essaient de déposer une gerbe devant la tombe du Soldat inconnu, la manifestation est interdite par les autorités. La police exige que tous les drapeaux soient retirés. Pier Giorgio défend celui du Cercle Cesare Balbo. Il est arrêté avec ses camarades et emprisonné. Au cours d'un interrogatoire brutal, les policiers apprennent qu'il est le fils de l'ambassadeur d'Italie à Berlin, lui présentent leurs excuses et veulent le remettre en liberté. Pier Giorgio refuse de sortir de prison sans ses camarades ; tous les détenus sont relâchés.
En 1921, Pier Giorgio s'inscrit au Parti populaire italien de don Sturzo qui se réclame des idées de la Démocratie chrétienne. Au cours du mois d'octobre 1921, Pier Giorgio rend visite à sa famille à Berlin. Il en profite pour passer plusieurs semaines à Fribourg-en-Brisgau où il étudie, auprès du professeur Karl Rahner, la langue et la culture allemandes. C'est au cours de cette période, et au cours de discussions avec Karl Rahner, qu'il renonce au sacerdoce : « Je veux pouvoir aider, par tous les moyens possibles, les gens de mon pays, et j'y parviendrai mieux en conservant mon état laïc plutôt qu'en devenant prêtre, parce que chez nous, les prêtres n'ont pas — comme en Allemagne — de contacts avec le peuple. Un ingénieur des mines peut, en donnant le bon exemple, avoir une action plus efficace. » De retour dans sa famille, Pier Giorgio fuit les mondanités nécessaires à la vie d'un fils de diplomate, préférant soutenir les nécessiteux, leur distribuant de la nourriture ou fleurissant leurs tombes avec les fleurs qu'il récupère après les réceptions à l'ambassade. Sa mère, Adélaïde Ametis, peintre reconnue et recherchée, qui ne comprend ni les raisons de ses retards aux réceptions ni son refus des mondanités, en conclut qu'il dispose d'une intelligence médiocre ; de fait, elle le considère de plus en plus comme un « raté » incapable de se plier aux exigences de la vie mondaine.
Pier Giorgio, quant à lui, se passionne de plus en plus pour la montagne, organisant régulièrement des excursions avec ses amis en altitude. En 1921, l'un d'eux se tue lors d'une de ces sorties à la placca Santi. En 1922, lui-même est pris dans une tempête alors qu'il tente de gravir le col du Petit-Saint-Bernard. Pendant la période du Carnaval, il part avec son groupe faire du ski et des promenades en montagne.
Le 28 mai 1922, Pier Giorgio, après avoir étudié la spiritualité pendant plus de quatre ans, devient membre laïc du Tiers-Ordre dominicain. Il explique ainsi son choix : « Dans l'état laïc, j'aurai plus facilement des contacts quotidiens avec le peuple, je pourrai plus facilement assister mes frères. » L'année suivante, il fait profession perpétuelle comme laïc dominicain sous le nom de Frère Jérôme en l'honneur de Jérôme Savonarole, qu'il admire pour sa volonté de réforme démocratique et de lutte pour la chasteté. Il continue son engagement auprès des pauvres, dans lequel il voit « briller autour de ces êtres misérables et défavorisés une lumière que nous n'avons pas. »
L'arrivée du parti de Benito Mussolini au pouvoir le 28 octobre 1922 est pour Pier Giorgio source d'une grande tristesse et d'un sentiment de révolte dans la mesure où le Parti populaire italien (« les Populaires »), présidé par Alcide De Gasperi, s'allie aux fascistes dès le mois de septembre 1922. L'union est de courte durée : le PPI est dissous en 1926 et Alcide De Gasperi, devenu un opposant sérieux, condamné à quatre années de prison. De Berlin, que sa famille s'apprête à quitter, Pier Giorgio écrit à ses amis : « J'ai donné un coup d'œil au discours de Mussolini et tout mon sang bouillait dans mes veines. Je suis vraiment déçu par l'attitude des Populaires ! Où est la foi de nos hommes ?[…] Il fait bon vivre ici où l'on est tranquille, loin du pays tombé entre les mains d'une bande de fripouilles. »
Le père de Pier Giorgio, Alfredo Frassati, lui aussi profondément anti-fasciste, démissionne. Quittant Berlin avec sa famille, il s'en retourne vivre à Turin, se consacrant à La Stampa. Quelques mois plus tard, le pouvoir en place l'oblige à quitter le monde de la presse et à vendre son journal pour un prix dérisoire à Giovanni Agnelli, patron de Fiat.
En janvier 1923, Pier Giorgio se montre très préoccupé par la crise internationale que provoque l'occupation de la Ruhr par les troupes françaises. Il écrit une lettre à la Jeunesse catholique de la Ruhr le 13 janvier 1923 ; publiée dans le journal « Deutsche », elle tend à soutenir la population : « En ces moments tragiques et douloureux où un pied étranger foule le sol de votre patrie et vos foyers, nous vous envoyons, nous étudiants catholiques, l'expression de notre amour fraternel […]. La paix véritable naît de l'amour chrétien pour le prochain et non pas tant de la justice. Or ces gouvernements préparent pour toute l'humanité un avenir fait de nouvelles guerres. La société moderne s'enlise dans les passions humaines et s'éloigne de tout idéal d'amour et de paix. Nous devons, vous et nous qui sommes catholiques, faire souffler l'esprit de bonté qui naît seulement de la Foi dans le Christ. »
Toujours en 1923, il rencontre Laura Hidalgo, qui sera sa grande histoire d'amour. Orpheline et étudiante en mathématiques, vue pour la première fois pendant le carnaval de 1923, elle devient pour lui un guide et un soutien. Il ne parle à personne de cet amour, qu'il garde secret pendant plusieurs mois et auquel l'opposition de sa famille le fera renoncer. Le 23 août 1923, il apprend la mort de son oncle Pietro et de l'un de ses amis lors d'une ascension en montagne le 13 août 1923.
En octobre, le journal auquel il participe, « Momento », soutient désormais le Duce et sort le drapeau du cercle « Momento » en son honneur lors de sa venue à Turin. Pier Giorgio écrit alors une lettre de démission du Cercle Cesare Balbo auquel appartient le journal : « Je suis vraiment révolté d'apprendre que ce drapeau, que j'ai tant de fois porté dans les cortèges religieux, tu l'aies exposé au balcon pour rendre hommage à cet homme qui détruit les œuvres pies, ne met aucun frein aux fascistes, laisse assassiner les ministres de Dieu comme Don Minzoni, permet que l'on commette d'autres vilenies et cherche à couvrir ces méfaits en rétablissant le crucifix dans les écoles […] Je prends toute la responsabilité de mon acte ; j'ai enlevé le drapeau et je t'adresse mon irrévocable démission […] »

### La compagnie des types louches
L'opposition des Frassati au fascisme leur vaut des représailles de la part des « Chemises noires » qui, en juin 1924, n'hésitent pas à tenter de saccager la demeure familiale de Turin. Pier Giorgio se défend courageusement contre les intrus, ce dont se félicite sa mère dans une lettre à sa fille Luciana : « Tu peux comprendre combien mon cœur de mère se remplit de joie, quand j'entends autant de louanges de Pier Giorgio. Maintenant, à tous ces hérétiques et ces méchantes gens qui diront à papa que Pier Giorgio est une grenouille de bénitier, on pourra répondre que les grenouilles de bénitier savent, le moment venu, faire leur devoir ! »
Contraint à une certaine oisiveté, Pier Giorgio crée avec des amis, la Compagnie des types louches, groupe d'amis issus de la jeunesse dorée remuants et chahuteurs qui partent souvent en excursion en montagne. Cette compagnie est composée de membres se donnant des surnoms (Pier Giorgio est Robespierre) ; leur but est de se distraire par des excursions en montagne et de rédiger le compte rendu de leurs faits et gestes en un style pompeux. Ils s'engagent à se soutenir spirituellement les uns les autres. Pier Giorgio structure la pensée du groupe : « À nous, il n’est pas permis de vivoter ; nous devons vivre ». Il entraîne ses amis à vivre leur foi avec joie, et se montre parfois farceur : ainsi, en plein repas, il appelle au téléphone l'une de ses amies qui, alors qu'elle décroche, reçoit un coup de trompette pour seule réponse. Lors des trajets, les imitations des contrôleurs par Pier Giorgio conduisent ses amis à lui acheter cinq minutes de silence avec des bonbons. Invité avec sa troupe à fêter Noël en compagnie de son aumônier, Pier Giorgio l'entraîne à faire une surprise, remplissant d'eau tous les bols et verres prévus pour le petit déjeuner.
En novembre 1924, ils tentent de faire l'ascension du col de la Bessanèse. Au cours de cette excursion, les « types louches » sont pris dans une tempête et choisissent de creuser une cavité dans la neige pour se reposer. Ils y passent plus de douze heures à attendre la fin de la nuit sans dormir avant de pouvoir redescendre. La montagne devient progressivement une vraie passion pour Pier Giorgio : « Chaque jour je me sens plus épris de la montagne, sa fascination m'attire. Toujours j'ai le désir d'escalader les cimes, d'atteindre les plus hauts sommets, de ressentir cette joie pure que donne la montagne […] J'avais formé le projet d'abandonner le ski cet hiver, mais comment résister à l'appel de la neige ! »
L'arrivée du fascisme et du régime dictatorial avait marqué pour Pier Giorgio un début de désengagement de sa participation à la politique. Bien qu'il contribue encore aux engagements sociétaux à travers la FUCI, il se consacre alors davantage à ses visites aux pauvres, donnant la priorité à la Conférence de Saint-Vincent-de-Paul. Ainsi, il se rend régulièrement dans les taudis de Turin. Grâce à des emprunts, il achète le nécessaire pour certaines familles. Lors d'une réunion de la Société Saint-Vincent-de-Paul, Pier Giorgio découvre qu'un homme, victime d'un accident, ne peut plus travailler en usine, il propose alors de payer pour lui : il remet discrètement au trésorier de la Société Saint Vincent de Paul les 500 lires qu'il vient de recevoir après la mort de son grand-père pour acheter un matériel de vendeur de glace ambulant. Après les réceptions données en la demeure de ses parents, il récupère les fleurs pour qu'elles soient déposées sur les cercueils des pauvres gens. Une autre fois, il apprend que l'une des personnes qu'il a coutume de visiter est à l'agonie et que l'hôpital ne l'admet pas aux soins. En son nom, il effectue auprès de la mairie les démarches nécessaires à l'obtention d'un lit pour le malade. Il décrit ses visites aux pauvres comme ses « nouvelles conquêtes » et affirme à l'un de ses amis : « Autour des malades, autour des malheureux, je vois une lumière que nous n’avons pas ».

### S'élever vers une vie meilleure
Le 17 décembre 1924, Pier Giorgio révèle à sa sœur Luciana son profond amour pour Laura Hidalgo. Prévoyant les difficultés que cet engagement rencontrerait, il y renonce ; ses parents, en effet, refusent tout mariage avec une personne d'un milieu social inférieur au leur. Il fait part de sa douleur à un ami : « Je te demande de prier afin que Dieu me donne la force de supporter sereinement ma peine — tandis qu'à elle soient réservés tous les bonheurs de cette terre — et la force d'accomplir ma destinée,. » ; à un autre, il affirme : « Dans mes luttes intérieures, je me suis souvent demandé : "Pourquoi devrais-je souffrir, supporter à contrecœur ce sacrifice ? J'ai peut-être perdu la foi ?" Non, grâce à Dieu, ma foi est encore solide : affermissons et consolidons donc ce qui est notre unique joie, qui en ce monde comble chacun de nous. Elle vaut bien tous les sacrifices. » Et commentant la douleur ressentie, il écrit : « Les douleurs humaines peuvent nous atteindre, mais pour peu qu'on les considère à la lumière de la religion et qu'on les accepte, elles ne sont plus nocives mais salutaires, car elles purifient l'âme des inévitables souillures que, du fait de notre nature viciée, il nous arrive parfois de contracter. »
Sa lutte intérieure se conforte à la lecture des Confessions de saint Augustin. Dans ses lettres, il regrette de ne pas avoir tenu toutes les résolutions qu'il avait faites, affirmant sa volonté de poursuivre dans sa voie : « La charité seule peut servir de but à toute une vie, remplir un programme. La charité, voilà la fin à laquelle je veux tendre, avec la grâce de Dieu. » Il cherche à lutter contre ses défauts : « Je lutte pour supprimer tout mon passé et tout ce qu'il enferme de répréhensible, afin de m'élever vers une vie meilleure. »
En janvier 1925, en pleine réforme universitaire où est débattue la liberté d'enseignement, des tensions naissent entre anticléricaux et partisans des écoles confessionnelles. À l'école d'ingénieurs où étudie Pier Giorgio se déroule une campagne menée par des étudiants anticléricaux ; le directeur, membre de l'Action catholique, est injurié. Pier Giorgio déchire publiquement les affiches et, devant les critiques de certains étudiants dénonçant les manques à la liberté de pensée, il s'exclame : « Pas de liberté pour l'erreur et la calomnie. Et si j'en trouve d'autres, je les arracherai aussi, comme toutes les autres, ! »
Le 25 janvier 1925, sa sœur Luciana épouse un secrétaire d'ambassade polonaise en Italie, Jan Gawronski, futur ambassadeur. Ils auront six enfants : Wanda en 1925, Alfredo, Giovanna, Nella, Maria-Grazia née en 1933, duchesse Salviati et en 1936, Jas qui sera journaliste. Pier Giorgio se retrouve seul dans la maison paternelle. La séparation d'avec sa sœur, ainsi que l'abandon difficile de son amour pour Laura lui sont particulièrement pénibles. Cela ne l'empêche pas, le 14 février 1925, d'écrire à sa sœur qui s'inquiète de sa possible tristesse : « Tu me demandes si je suis heureux : comment pourrait-il en être autrement ? Tant que ma foi m'en donnera la force, je serai toujours heureux : la tristesse doit être bannie des cœurs animés par la foi. La douleur n'est pas la tristesse qui est la pire des affections. Cette maladie est presque toujours le fruit de l'athéisme, mais la fin pour laquelle nous avons été créés nous indique une voie, sans doute semée d'épines, mais non une voie emplie de tristesse. »
L'année universitaire 1924-1925, qui se termine au mois de juillet par les examens habituels, marque la dernière année universitaire de Pier Giorgio, à vingt-quatre ans. À partir d'avril 1925, il abandonne toutes activités autres que ses études à l'exception de la Conférence de Saint-Vincent-de-Paul à laquelle il continue de participer.
Il souhaite que ses études d'ingénieur des mines le rapprochent des ouvriers. Son désir est contrarié par ce que lui apprend un ami de son père en juin 1925 : ce dernier, avant même que Pier Giorgio ait terminé ses examens et sans lui en avoir parlé, entend faire de son fils et héritier le prochain directeur de La Stampa. Malgré la peine qu'engendre cette décision et l'abandon de la proximité avec les ouvriers qu'elle implique, Pier Giorgio l'accepte et écrit à sa sœur qui s'interroge sur son avenir : « J'aurais aimé être missionnaire, mais maintenant que tu pars… »
En fait, Alfredo Frassati sera contraint par le pouvoir fasciste de vendre son journal pour un prix dérisoire au patron de Fiat, Giovanni Agnelli. Pendant ce temps, le 30 juin 1925, Pier Giorgio confie à un ami son admiration profonde pour Catherine de Sienne. La sainte sera proclamée Docteur de l'Église et patronne des moyens de communications en 1970.
Alors que sa grand-mère est à l'agonie, Pier Giorgio, très fatigué, ne sait pas encore qu'il souffre de la maladie qui l'emportera en quelques jours.
En 2001, l'École polytechnique de Turin lui confère son diplôme d'ingénieur honoris causa (ad honorem),.

### Maladie et mort
Pier Giorgio Frassati contracte la poliomyélite lors de l'une de ses visites à des nécessiteux. Le 29 juin 1925, il est très fatigué et ne se plaint pas. Dans les jours qui suivent, sa santé se détériore sans que sa famille ne se rende compte de la gravité de son état. Sa famille reste au chevet de sa grand-mère qui meurt le 1er juillet 1925. Les proches de Pier Giorgio persistent à penser qu'il est affecté d'une grippe passagère.
L'agonie de Pier Giorgio se poursuit pendant les jours qui suivent, et ce n'est que le 3 juillet, soit plus de cinq jours après le début de la maladie, que le médecin prend la mesure des choses et demande confirmation auprès de spécialistes. Le lendemain, le diagnostic est enfin posé : poliomyélite infectieuse aiguë au stade avancé. Le vendredi étant le jour de ses visites aux pauvres, Pier Giorgio demande à sa sœur Luciana de réécrire et de transmettre un billet qu'il a péniblement rédigé : il demande qu'on le remplace auprès des pauvres à qui il devait rendre visite, en fournissant les médicaments qu'il achetait pour eux : « Voici les injections de Converso ; la police[Quoi ?] est de Sappa. Je l'ai oubliée ; renouvelez-la à mon compte ». La famille de Pier Giorgio ne lui révèle pas la gravité de sa maladie. Son père spirituel venu le visiter lui annonce qu'il est possible qu'il rejoigne sa grand-mère rapidement. Il meurt le lendemain, paralysé par la poliomyélite.

## Postérité

### Béatification
Après la mort de Pier Giorgio, sa famille prend connaissance de ses actions de charité. Même ses amis, en dehors du cercle de Saint-Vincent-de-Paul, ne sont pas au courant de l'importante activité qu'il a menée auprès des pauvres. Lors de ses obsèques, des milliers de personnes, dont de nombreux pauvres de Turin, sont présents pendant le trajet jusqu'à l'église ; dans la foule se trouve Giovanni Amendola, homme politique influent. Sa dépouille est enterrée à Pollone.
L'année suivant sa mort, une plaque commémorative est apposée dans l'église de Crocetta. Un alpiniste donne le nom de Pier Giorgio Frassati à deux cimes des Alpes pennines. Peu à peu, la notoriété de Pier Giorgio Frassati grandit en Italie. De nombreux groupes de jeunes le prennent comme exemple dans les années 1930. À l'été 1935, l'explorateur et missionnaire salésien Alberto Maria De Agostini nomme un sommet de la cordillère de Patagonie en son honneur, le cerro Piergiorgio (2 719 mètres).
En 1981, son corps est exhumé et retrouvé intact. Plusieurs journaux publient la nouvelle et considèrent Pier Giorgio comme un saint,,. La même année, son corps est transféré à la cathédrale Saint-Jean-Baptiste de Turin où il est toujours vénéré aujourd'hui.
Lors de la création des Journées mondiales de la jeunesse et de l'inauguration du Centre international de jeunes San Lorenzo à Rome en 1983, le Pape Jean-Paul II cite Pier Giorgio Frassati en modèle de sainteté pour la jeunesse. Au cours des nombreuses Journées mondiales de la jeunesse, les papes Jean-Paul II et Benoît XVI le citent en exemple,.
Pier Giorgio est déclaré vénérable par le pape Jean-Paul II le 23 octobre 1987. L'Église catholique reconnaît la guérison miraculeuse de Dominique Sellan, victime du mal de Pott, une tuberculose osseuse, dans les années 1930, obtenue après que la maladie eut emporté Pier Giorgio Frassati. Un deuxième miracle a eu lieu en 2011, et concerne le jeune Kévin Becker, tombé du toit d’une école et victime d’un traumatisme crânien extrêmement grave. Il est béatifié et déclaré patron des sportifs et des confréries par Jean-Paul II le 20 mai 1990, et décrit comme « l'homme des huit béatitudes »,.

### Canonisation
Le 13 juin 2025, le pape Léon XIV décrète que Pier Giorgio Frassati serait canonisé le 7 septembre 2025, en même temps que Carlo Acutis, dans le cadre du Jubilé des jeunes à Rome,.

### Culture
En 1990, un film italien avec Antonio Sabato Jr et Ottavia Piccolo comme acteurs, …Se Non Avessi l'Amore, raconte la vie de Pier Giorgio.
En 2004, l'acteur Damien Ricour crée une pièce nommée Debout dans le vide qui retrace la vie de Pier Giorgio Frassati.
En 2009, une pièce de théâtre sur la vie de Pier Giorgio Frassati, intitulée « Un grand Amour m'attend », est jouée à Paris par une troupe qui s'est nommée « La Compagnie des Types Louches ».